# Meangwe II
Meangwe II est un village du Cameroun, situé dans la Région du Sud-Ouest. Il est rattaché administrativement à la commune de Mundemba, dans le département du Ndian.

## Population
Meangwe II comptait 369 habitants en 1968-1969, puis 273 en 1972, principalement des Ngolo.
Lors du recensement de 2005 on y a dénombré 287 personnes.